# Дребкау
Дре́бкау или Дрёвк (нем. Drebkau; н.-луж. Drjowk) — город в Германии, в земле Бранденбург.
Входит в состав района Шпре-Найсе. Занимает площадь 142,94 км². Официальный код — 12 0 71 057.

## Административное деление
Город подразделяется на 10 городских районов:
- Домсдорф (Домашойце)
- Дребкау (Дрёвк)
- Грайфенхайн (Малинь)
- Йезериг (Язорки)
- Зивеш (Живизе)
- Казель (Козле)
- Кауше (Хусей)
- Лаубст (Лубошц)
- Лёйтен (Лутоль)
- Шорбус (Скярбошц)

## Население
| Год  | Численность | Численность |
| ---- | ----------- | ----------- |
| 2000 | 6628        | [ 1 ]       |
| 2005 | 6324        | [ 1 ]       |
| 2010 | 5910        | [ 2 ]       |
| 2015 | 5626        | [ 3 ]       |
| 2020 | 5508        | [ 4 ]       |
| 2021 | 5432        | [ 5 ]       |
| 2022 | 5511        | [ 6 ]       |
| 2023 | 5534        | [ 7 ]       |

Входит в состав культурно-территориальной автономии «Лужицкая поселенческая область», на территории которой действуют законодательные акты земель Саксонии и Бранденбурга, содействующие сохранению лужицких языков и культуры лужичан. Официальным языком в населённом пункте, помимо немецкого, является лужицкий.